# Калімулла Хан (хокеїст на траві)
Калімулла Хан (2 січня 1958) — пакистанський хокеїст на траві.
Олімпійський чемпіон 1984 року. Переможець Азійських ігор 1982 року, срібний призер 1986 року.
Племінник олімпійського чемпіона з хокею на траві Мотіулли Хана, брат олімпійського чемпіона з хокею на траві Саміулли Хана.